# Magnus Johan Karp
Magnus Johan Karp, född den 26 maj 1749 i Regna socken, Östergötlands län, död den 2 april 1834 i Ovansjö socken, Gävleborgs län, var en svensk jurist. 
Karp blev auskultant i Svea hovrätt 1770, amanuens i advokatfiskalskontoret 1771, extra ordinarie notarie vid kriminalprotokollet samma år, flyttad till
civilprotokollet 1774 och kanslist samma år. Han förordnades till domareförrättning 1776 och blev häradshövding i Gästriklands domsaga 1777. Karp tilldelades lagmans karaktär 1792 och beviljades avsked 1833. Han blev riddare av Vasaorden 1816.